# Home (Julie-album)
 For alternative betydninger, se Home (flertydig). (Se også artikler, som begynder med Home)
Home er debutalbummet fra den dansk-grønlandske sangerinde Julie, der blev udgivet den 17. februar 2003. Albummet lå på den danske album-hitliste i over ét år.

## Trackliste
| #   | Titel                                | Sangskriver(e)                                      | Længde |
| --- | ------------------------------------ | --------------------------------------------------- | ------ |
| 1.  | "Permanent"                          | Sarah Nagourney, James McMillan, Katherine Davies   | 3:43   |
| 2.  | "Shout (Our Love Will Be the Light)" | Moh Denebi, Mats Berntoft, Julie Berthelsen         | 3:53   |
| 3.  | "Every Little Part of Me"            | Billy Lawrie, Multiman                              | 4:36   |
| 4.  | "Completely Fallen"                  | Nick Woodbridge, Anders Wollbeck, Mattias Lindblom  | 3:49   |
| 5.  | "Home"                               | Julie Berthelsen, Mattias Lindblom, Anders Wollbeck | 3:36   |
| 6.  | "I Die a Little"                     | Phil Galdston, Jany Schella, Anders Barrén          | 3:50   |
| 7.  | "What a Fool"                        | Moh Denebi, Dilba Demirbag, Henrik Jansson          | 3:40   |
| 8.  | "Out of My Head"                     | Supa'Flyas, Nicole Renee                            | 4:01   |
| 9.  | "Running Backwards Over the Hills"   | Anders Wollbeck, Mattias Lindblom, Julie Berthelsen | 3:56   |
| 10. | "Never Really Mine"                  | Lindy Robbins, Bob Thiele                           | 4:04   |
| 11. | "Move On"                            | Pablo Cepeda, Julie Berthelsen, Emanuel Olsson      | 3:34   |
| 12. | "Could You Be Mine"                  | Moh Denebi, Julie Berthelsen, Mats Berntoft         | 4:00   |

## Hitlisteplacering
| Hitliste (2003)    | Højeste placering |
| ------------------ | ----------------- |
| Dansk Album Top-40 | 1                 |